# Бедфорд (Айова)
Бедфорд (англ. Bedford) — город в США, административный центр округа Тейлор штата Айова. Население — 1508 человек (2020).

## География
Бедфорд расположен по координатам 40°40′16″ с. ш. 94°43′27″ з. д. (40.671152, -94.724292). По данным Бюро переписи населения США в 2010 году город имел площадь 4,17 км², из которых 4,15 км² — суша и 0,02 км² — водоёмы.

## Демография
| Год переписи                          | Нас. |  | %±     |
| ------------------------------------- | ---- |  | ------ |
| 1870                                  | 720  |  | —      |
| 1880                                  | 1763 |  | 144,9% |
| 1890                                  | 1643 |  | −6,8%  |
| 1900                                  | 1977 |  | 20,3%  |
| 1910                                  | 1883 |  | −4,8%  |
| 1920                                  | 2073 |  | 10,1%  |
| 1930                                  | 2100 |  | 1,3%   |
| 1940                                  | 2151 |  | 2,4%   |
| 1950                                  | 2000 |  | −7%    |
| 1960                                  | 1807 |  | −9,7%  |
| 1970                                  | 1733 |  | −4,1%  |
| 1980                                  | 1692 |  | −2,4%  |
| 1990                                  | 1528 |  | −9,7%  |
| 2000                                  | 1620 |  | 6%     |
| 2010                                  | 1440 |  | −11,1% |
| 2020                                  | 1508 |  | 4,7%   |
| 1870–2020 Десятилетняя перепись в США |      |  |        |

Согласно переписи 2010 года, в городе проживало 1440 человек в 614 домохозяйствах в составе 382 семей. Плотность населения составляла 345 человек/км². Было 730 квартир (175/км²).
Расовый состав населения:
| - 97,4% — белых - 0,5% — чёрных или афроамериканцев - 0,3% — азиатов - 0,1% — коренных американцев |

К двум или более расам принадлежало 1,0%. Доля испаноязычных составляла 1,3% от всего населения.
По возрастному диапазону население распределялось следующим образом: 24,1% — лица младше 18 лет, 52,7% — лица в возрасте 18-64 лет, 23,2% — лица в возрасте 65 лет и старше. Медиана возраста жителя составила 43,9 лет. На 100 человек женского пола в городе приходилось 89,5 мужчин; на 100 женщин в возрасте от 18 лет и старше — 86,2 мужчин также старше 18 лет.
Средний доход на одно домашнее хозяйство составил 43 918 долларов США (медиана — 34 750), а средний доход на одну семью — 50 451 доллар (медиана — 45 333). Медиана доходов составляла 40 833 доллара для мужчин и 25 125 долларов для женщин. За чертой бедности находилось 19,8% лиц, в том числе 27,2% детей в возрасте до 18 лет и 12,4% лиц в возрасте 65 лет и старше.
Гражданское трудоустроенное население составляло 678 человек. Основные области занятости: образование, здравоохранение и социальная помощь — 32,0%, производство — 19,8%, розничная торговля — 8,3%, публичная администрация — 6,3%.